# 가든 스테이트
《가든 스테이트》(영어: Garden State)는 미국에서 제작된 잭 브래프 감독의 2004년 로맨틱 코미디 드라마 영화이다. 잭 브래프, 내털리 포트먼 등이 출연하였고, 댄 홀스테드 등이 제작에 참여하였다. 2003년 4월과 5월에 촬영되었으며, 2004년 7월 28일 개봉되었다. 뉴저지가 주요 무대이자 주 촬영 지역이다.
개봉 당시 긍정 평가를 받았으며 컬트 영화화되었다. 제20회 선댄스 영화제의 공식 선정작이었다.

## 출연진
- 잭 브래프
- 내털리 포트먼
- 피터 사즈가드
- 이언 홈
- 진 스마트
- 재키 호프먼
- 메소드 맨
- 론 리브먼
- 데니스 오헤어
- 짐 파슨스
- 마이클 웨스턴
- 앤 다우드
- 아토 에산도
- 제프리 애런드

## 기타 제작진
- 협력 제작: 빌 브라운
- 라인 제작: 앤 루아크
- 배역: 에이비 코프먼
- 미술: 주디 베커
- 의상: 마이클 윌킨슨